# Jochen Thies
Jochen Thies (* 18. September 1944 in Rauschen) ist ein deutscher Historiker, Journalist und Publizist.

## Leben
Thies wurde 1944 in Ostpreußen geboren. Er studierte Romanistik, Geschichte und Politische Wissenschaft an der Christian-Albrechts-Universität zu Kiel, der Albert-Ludwigs-Universität Freiburg und der Universität zu Köln und wurde 1975 bei Andreas Hillgruber in Freiburg mit der Dissertation Hitlers Endziele zum Dr. phil. promoviert.
Von 1976 bis 1978 war er wissenschaftlicher Mitarbeiter am Deutschen Historischen Institut in London. Danach arbeitete er in der Redaktion des Bayerischen Rundfunks. Von 1980 bis 1982 war er stellvertretender Leiter der Redenschreibergruppe für den Bundeskanzler Helmut Schmidt im Bundeskanzleramt in Bonn und schrieb viele Reden für ihn. Er war dann Parlamentskorrespondent in Bonn und von 1986 bis 1992 Chefredakteur der Fachzeitschrift Europa-Archiv/Internationale Zeitschrift. 1993 wurde er Leiter des Ressorts Außenpolitik der Tageszeitung Die Welt. 1996 leitete er kurzzeitig das englischsprachige Programm der Deutschen Welle in Köln. Von 1997 bis 2000 war er Mitglied der Chefredaktion, Sonderkorrespondent und Abteilungsleiter für Politik und Hintergrund beim Deutschlandradio in Berlin. 2005 war er an der Bundesakademie für Sicherheitspolitik und 2008 wurde er Fellow der RIAS Berlin Kommission an der Duke University in Durham.
Er ist vielfältig publizistisch tätig und veröffentlichte mehrere Bücher, darunter Familienbiographien der Moltkes und Bismarcks im Piper Verlag sowie der Dohnányis im Propyläen Verlag.
Thies ist verheiratet und Vater einer Tochter.

## Schriften (Auswahl)
- Architekt der Weltherrschaft. Die „Endziele“ Hitlers. Droste, Düsseldorf 1976, ISBN 3-7700-0425-6 (zugl. Dissertation).
- mit Jost Dülffer, Josef Henke: Hitlers Städte. Baupolitik im Dritten Reich. Eine Dokumentation. Böhlau, Köln u. a. 1978, ISBN 3-412-03477-0.
- mit Kurt von Daak: Südwestdeutschland Stunde Null. Die Geschichte der französischen Besatzungszone 1945–1948. Ein Bild-Text-Band. Droste, Düsseldorf 1979, ISBN 3-7700-0547-3.
- Helmut Schmidts Rückzug von der Macht. Das Ende der Ära Schmidt aus nächster Nähe. Bonn Aktuell, Stuttgart 1988, ISBN 978-3-87959-376-7.
- Die Dohnanyis. Eine Familienbiografie. Propyläen, Berlin 2004, ISBN 3-549-07190-6.
- Die Moltkes. Von Königgrätz nach Kreisau. Eine deutsche Familiengeschichte. Piper, München u. a. 2010, ISBN 978-3-492-05380-8.
- Die Bismarcks. Eine deutsche Dynastie. Piper, München u. a. 2013, ISBN 978-3-492-05503-1.
- Wir sind Teil dieser Gesellschaft. Einblicke in die Bildungsinitiativen der Gülen-Bewegung. Herder, Freiburg im Breisgau u. a. 2013, ISBN 978-3-451-30698-3.
- Die Reise, die 300 Jahre dauerte – Schicksalswege einer deutschen Hugenotten-Familie. be.bra, Berlin 2021, ISBN 978-3-89809-185-5.

- Die Fluten des Pruth – Deutschland vor unbekannten Herausforderungen. Lau-Verlag, Reinbek 2023, ISBN 978-3-95768-252-9.
- Macht und Ohnmacht. Die Lebensgeschichte des Royal Dutch/Shell-Begründers Sir Henri Deterding, Lau-Verlag, Reinbek 2024, ISBN 978-3-95768-255-0.